# Gerry Mulligan
Gerry Mulligan (Nueva York, 6 de abril de 1927-Darien, 20 de enero de 1996) fue un músico estadounidense de jazz, saxista barítono y arreglista. 
Se trata de una de las figuras más destacadas del cool jazz, además del mayor exponente del saxo barítono de su tiempo, al punto de ser elegido por 42 años seguidos (1953-1995) como el mejor ejecutante de dicho instrumento por los lectores de Down Beat.
De gran flexibilidad estilística, Mulligan trajo un sonido bastante revolucionario a un instrumento hasta su llegada bastante pedestre, tocando con la velocidad y la destreza de un saxo alto. Fue también pianista. Algunas de sus composiciones más famosas son  "Walkin' Shoes", "Line for Lyons", "Jeru", "Nights at the Turntable", "Five Brothers", "Festive Minor", "Song for Strayhorn" y "For an Unfinished Woman".

## Biografía

### Inicios
Mulligan se inició en el piano, antes de aprender a tocar el clarinete y los distintos tipos de saxofones. Pero su reputación inicial la obtuvo como arreglista de orquestas de jazz. En 1944 escribió varios arreglos para la orquesta radiofónica de Johnny Warrington, y luego contribuyó a la obra de Tommy Tucker y George Paxton. En 1946 se unió a la orquesta de Gene Krupa como arreglista, siendo el compositor del éxito ''Disc Jockey Jump''. Hacia fines de la década de 1940 trabajó en la orquesta de Claude Thornhill, muy valorada entre los músicos por incorporar al género big band las principales innovaciones del bebop. Las pocas ocasiones en que tocó con Krupa y con Thornhill, fue como saxo alto. 

### Birth of the Cooly Los Ángeles
Las primeras interpretaciones notables en el saxo barítono las realizó como miembro del Miles Davis Nonet entre 1948-50. Influenciados por Gil Evans, los músicos buscaban conseguir un sonido suave y con texturas más complejas con relación al bebop imperante en los círculos de jazz, del cual el mismo Miles Davis era uno de los máximos exponentes. Para tal fin, el trompetista reunió a un conjunto heterogéneo conformado por boppers destacados (Max Roach, John Lewis, él mismo) y algunos de los principales músicos de Thornhill (Gerry Mulligan, Lee Konitz y Bill Barber). Mulligan contribuyó, además de como instrumentista, con tres arreglos ("Godschild", "Deception", "Darn That Dream") y tres composiciones ("Jeru", "Rocker", y "Venus de Milo"). El trabajo pasó relativamente desapercibido para el gran público, pero no así para los críticos, ni tampoco para los músicos involucrados, quienes continuaron explorando los caminos abiertos por Davis en sus carreras en solitario dentro del movimiento del cool jazz. Esto hizo que Capitol Records relanzara años más tarde las grabaciones del noneto bajo el nombre Birth of the Cool, y que su trabajo llegase a ser considerado un hito en la historia del jazz. Años más tarde, Konitz reconoció que la música del noneto era más obra de Mulligan que de Davis.
Mulligan dedicó los años siguientes a componer para las orquestas de Elliot Lawrence y de Chubby Jackson. No sería hasta 1951 que empezase a concitar atención sobre sus cualidades como saxista, grabando junto a Allen Eager con su propio grupo para Prestige. En esta ocasión, interpretó canciones propias ("Bweebida Bobbida", "Mullenium") y desarrolló un sonido ya perfectamente característico, fuertemente influenciado por los grandes virtuosos de los saxos alto y tenor, como Charlie Parker y Lester Young.   
En 1952, se radicó en Los Ángeles, donde pronto destacó escribiendo arreglos para la prestigiosa orquesta de Stan Kenton ("Youngblood", "Swing House", "Walking Shoes") y dando conciertos en el club The Haig. Allí coincidió con varios de los músicos destacados del incipiente jazz de la Costa Oeste, que buscaron generar un estilo diferenciado al del bebop, más relajado y melódico.  

### Gerry Mulligan Quartet
La historia cuenta que el piano de The Haig había sido retirado cuando el Red Norvo Trio reemplazó a dicho instrumento por el vibráfono. Mulligan optó entonces por tocar con el joven Chet Baker en una formación inédita que quedó asociada para siempre a los dos músicos: el cuarteto sin piano. Sin un instrumento armónico, el saxo de Mulligan y la trompeta de Baker ejecutaron un jazz contrapuntístico que combinó a la perfección la suavidad del cool con la impetuosidad del bebop. La sección rítmica se completó con Chico Hamilton en la batería y Bob Whitlock, en el contrabajo. Posteriormente, Larry Bunker y Carson Smith reemplazaron a los dos últimos músicos.  
El cuarteto ya era la atracción principal del club para fines de 1952, y sus conciertos comenzaron a ser grabados por Pacific Jazz y Fantasy Records para lanzar su música en sencillos y LPs. Esto acrecentó su popularidad y amplió su llegada hasta llegar a aparecer en la edición de febrero de 1953 de TIME. El repertorio del cuarteto abarcaba estándares de la música estadounidense  ("Lullaby of the Leaves", "Bernie's Tune", "Makin Whoopee"), composiciones de Mulligan ("Line for Lyons", "Nights at the Turnable", "Walking Shoes") e incluso de Baker ("Freeway"). Particularmente exitosa fue la grabación de My Funny Valentine, que Baker convirtió en su canción insignia y fue introducida en 2015 al Grammy Hall of Fame.
Ya en 1953, el cuarteto grabó un LP junto a Lee Konitz y otro con un "Ten-Tette" que sumó seis músicos para replicar -sin piano- la composición instrumental del noneto de Miles Davis (saxofones alto y barítono, trompeta, tuba, trombón, corno francés y sección rítmica).    
En abril del mismo año, Mulligan fue arrestado y posteriormente sentenciado a seis meses de prisión por posesión de drogas. El cuarteto original llegó así a un abrupto final, pero sus trabajos siguieron publicándose y reeditándose en los años siguientes.   

### Carrera posterior
Tras salir de prisión, Mulligan buscó reanudar el cuarteto original, pero tuvo problemas para negociar con Baker, quien había comenzado una carrera estelar en solitario que lo llevaría a convertirse en uno de los jazzmen más codiciados en la industria del espectáculo. El trombonista Bob Brookmeyer ocupó el lugar para formar un nuevo cuarteto que, sin alcanzar las notas de creatividad del original, continuó difundiendo la música de Mulligan mediante exitosas giras por Europa y Estados Unidos.  Con la incorporación de Jon Eardley en la trompeta y de Zoot Sims en el saxo tenor, el grupo también grabó como sexteto.  
Gracias a su versatilidad estilística, Mulligan pudo tocar con los músicos que admiraba. Particularmente celebradas fueron sus colaboraciones con Thelonious Monk, Paul Desmond, Stan Getz, Ben Webster y Johnny Hodges desde mediados de la década de 1950. El LP Gerry Mulligan Meets Ben Webster ostenta el puesto 448 en All Time Top 1000 Albums, de Colin Larkin. El cuarteto, por su parte, vio pasar como acompañantes de Mulligan a Bob Brookmeyer, Jon Eardley, y al mismo Chet Baker durante un corto regreso en diciembre de 1957. En 1958, el trompetista Art Farmer trajo consigo el hard bop dominante en el jazz de fines de los años 50. Esta última formación grabó el álbum What is There to Say? y las bandas sonoras de las películas I Want to Live y The Subterraneans.
En 1960, Mulligan formó la Concert Jazz Band, su primera orquesta desde el efímero Ten-Tette de 1953. Esto le dio la oportunidad de arreglar sus propias composiciones y poder apoyarse en mayor medida en otros músicos para la ejecución, sin por ello dejar de tocar el saxo o hasta el piano. Contó con varios de los músicos que lo acompañaron en otros proyectos (Brookmeyer, Sims, Farmer) y tuvo buena acogida por parte de los críticos. La falta de éxito comercial, sin embargo, lo obligó a desarmar la orquesta en 1964.  
Tras realizar una serie de álbumes en solitario, que abarcaron desde su ya clásico cuarteto sin piano hasta la incursión en el bossa nova en Night Lights, se unió al conjunto de Dave Brubeck sustituyendo a Paul Desmond. Bajo el nombre de The Dave Brubeck Trio & Gerry Mulligan, el grupo realizó entre 1968 y 1972 giras por numerosos países que fueron recopiladas en álbumes como Live at the Berlin Philarmonie, el cual alcanzó el puesto 21 en la lista Billboard Top Jazz Charts. Durante la década de 1970, formó un grupo de jazz fusión para grabar el álbum The Age of Steam, y participó en Summit/Reunion Cumbre junto a Astor Piazzolla y su conjunto electrónico. Formó una nueva orquesta con la que ganó en 1982 el Grammy al mejor álbum jazz conjunto por Walk on the Water.  En 1986, trabajó con Scott Hamilton. 

### Últimos años
Hacia los últimos años de su vida, Mulligan presenció un renovado interés por su trabajo con Baker, en parte debido a la trágica muerte de este último en 1988. Fue lo que hizo que las grabaciones del cuarteto original comenzaran por primera vez a compilarse en su totalidad en formato de álbum. Durante la década de 1990 estuvo de gira como solista y con la "Rebirth of the Cool Band", interpretando los clásicos del noneto de Miles Davis, quien falleció poco antes de la concreción del proyecto.
Gerry Mulligan falleció en 1996 a los 68 años, dejando un enorme legado musical. Tras su muerte, la Biblioteca del Congreso de Estados Unidos creó la Gerry Mulligan Collection, que cuenta con un gran archivo documental, fotográfico, sonoro y digital donado por la viuda del saxofonista, la condesa Franca Rota Borghini Baldovinetti. Desde 2009, la colección está en exposición permanente.

## Selección discográfica

### Como líder
- 1951: Mulligan Plays Mulligan 	 	(Prestige, 1956)
- 1952: Gerry Mulligan Quartet	 	(Pacific Jazz, 1952) - relanzado en CD como Gerry Mulligan Quartet Volume 1 (Pacific Jazz, 2001)
- 1952-1953: Gerry Mulligan Quartet	 	 (Fantasy, 1953)
- 1953: Gerry Mulligan and his Ten-Tette 	 	 (Capitol, 1953).
- 1953: Gerry Mulligan Quartet 	 	 (Pacific Jazz, 1953) - relanzado en CD como Gerry Mulligan Quartet Volume 2 (Pacific Jazz, 2001).
- 1953: Gene Norman Presents The Gerry Mulligan Quartet	 	 (GNP 1954)

- 1954: Paris Concert [live]	 	(Vogue/Pacific Jazz, 1955)

- 1954: California Concerts, [live]	 	(Pacific Jazz, 1955)
- 1955: Presenting the Gerry Mulligan Sextet (EmArcy, 1955)
- 1955-1956: A Profile of Gerry Mulligan 	 	 (EmArcy, 1959)
- 1956: Mainstream of Jazz  	 	 (EmArcy, 1956)

- 1956: Recorded in Boston At Storyville [live]	 	 (Pacific Jazz, 1956)

- 1957: The Gerry Mulligan Songbook	 	(World Pacific, 1958)
- 1957: Reunion with Chet Baker 	 	 (World Pacific, 1958)

- 1958-1959: What Is There to Say?		(Columbia, 1959)

- 1960: Gerry Mulligan and the Concert Jazz Band	 	(Verve, 1960)

- 1960: The Gerry Mulligan Concert Jazz Band on Tour [live]	 	(Verve, 1962)

- 1960: Gerry Mulligan and the Concert Jazz Band at the Village Vanguard [live]	 (Verve, 1961)

- 1961: Presents a Concert in Jazz [live]	 	(Verve, 1962)
- 1962: The Gerry Mulligan Quartet (Verve, 1962)
- 1962: Spring is Sprung	 	 (Philips, 1962)

- 1962: Night Lights (Philips, 1963)
- 1963; Gerry Mulligan '63 (Verve, 1963)

- 1965: Feelin' Good 	 	  (Limelight, 1965)

- 1966: Something Borrowed - Something Blue 	 	(Limelight, 1966)

- 1971: Age of Steam		 (A&M, 1971)
- 1976: Idol Gossip 		 (Chiaroscuro, 1976)
- 1980: Walk on the Water, with his Orchestra 	 	 (DRG, 1980)

- 1989: Lonesome Boulevard		(A&M, 1990)

- 1992: Re-Birth of the Cool		(GRP, 1992)[6]

- 1994: Dream a Little Dream 		(Telarc Jazz, 1994)
- 1995: Dragonfly 		 (Telarc Jazz, 1995)

### Como colíder
- 1953: Lee Konitz Plays with the Gerry Mulligan Quartet, con Lee Konitz 	 	(Pacific Jazz, 1953)
- 1957: Mulligan meets Monk, con Thelonious Monk	 	 (Riverside, 1957)

- 1957: Gerry Mulligan-Paul Desmond Quartet, con Paul Desmond	 	(Verve, 1957) - relanzado como Blues in Time (Verve, 1962).
- 1957: Getz meets Mulligan in Hi-Fi, con Stan Getz	 	(Verve, 1957)
- 1959: Gerry Mulligan Meets Johnny Hodges, con Johnny Hodges (Verve, 1960)
- 1959: Gerry Mulligan Meets Ben Webster, con Ben Webster	 	(Verve, 1960)
- 1968: Compadres, con The Dave Brubeck Trio 	 	 (Columbia, 1968)
- 1968: Blues Roots, con The Dave Brubeck Trio 	 	 (Columbia, 1968)
- 1970: Live at the Berlin Philarmonie, con The Dave Brubeck Trio 	 	 (Columbia, 1972)
- 1973: We're All Together Again for the First Time, con Dave Brubeck, Paul Desmond, Alan Dawson y Jack Six (Atlantic, 1973)
- 1974: Summit/Reunión Cumbre, con Astor Piazzolla 		 (Erre T.V./Festival, 1974)
- 1976: Gerry Mulligan meets Enrico Intra, con Enrico Intra 		 (Produttori Associati, 1976)
- 1993: Paraiso Jazz Brazil, con Jane Duboc 		 (Telarc Jazz, 1993)

### Como acompañante
- Miles Davis - Birth of the Cool (Capitol, 1957)
- Duke Ellington and his Orchestra - Newport 58 (Columbia, 1958)
- The Dave Brubeck Quartet - The Last Set at Newport (Atlantic, 1972)
- Charles Mingus and Friends - In Concert (Columbia, 1972)